# 绿鞋
绿鞋（Greenshoe），也称绿鞋机制或绿鞋期权，是首次公开募股（IPO）招股说明书中的一项特殊条款，指允许承销商向投资者出售比发行人原计划更多的股票，在法律上被称为“超额配售权”。当公司需要比预期更高的安全性时，通常会采取这种发行手段。在招股说明书中，绿鞋机制允许承销商以发行价在注册制证券发行中卖空股票。绿鞋机制的操作范围不尽相同，但通常不会超过原始发行量的15％。
绿鞋机制很受欢迎，它是美国证券交易委员会（SEC）准许的几个无风险稳定股票价格的方式之一，发行人用它可以稳定新股发行后的价格。有时发行人没有在交易条款中包含绿鞋机制，是因为他们对募集资金有特定的目标，希望避免筹集到的资金超过原计划。
“绿鞋机制”因美国波士顿的绿鞋制造公司（Green Shoe Manufacturing Co.）于1963年首次公开募股（IPO）时率先使用而得名。在随后的50年，这种机制被频繁使用，目的是为了减少承销商在首日交易中的部分风险；如今，该机制已成为多数IPO的组成部分。尽管当初的绿鞋制造公司已经成为今天位于麻省列克星敦市的Stride Rite公司，但“绿鞋机制”却早已名闻遐迩。2014年9月，阿里巴巴集团首次公开募股时使用了这一机制，使其成为有史以来全球最大规模的IPO。

## 绿鞋机制
绿鞋机制保障了公开发行的稳定性和流动性。例如，一家公司选择了一家投资银行（或财团，即辛迪加）作为承销商，并通过后者公开发行100万股股票。首次公开上市的股票被称为首次公开募股（IPO）。当股票已经公开交易，公司出售更多的非公开交易股票时，被称为后续发行或二级市场发行。承销商作为这些股票的经纪人，在客户中寻找买家。股票的价格由公司与买方之间协议决定。当股票开始在公开市场交易时，主承销商负责协助确保股票以发行价格或以上的价格交易。
当公开发行股票的交易价格低于发行价格时，发行就被称为“破发”。这就使得股票会被客户认为是不稳定、不理想的，可能进一步导致客户抛售股票和对购买股票产生动摇。为了管理这种情况，承销商可以在最初以超额15％的方式卖空给客户（本例中为115万股）。当交易价格确定且这115万股股票是“有效”的（即符合公开交易条件）时，承销商可以在市场上以发行价或更低的价格通过回购超额的15%（本例中为15万股）来支持和稳定股票的发行价格。承销商在这样操作时无需承担将这额外15％的股份“长”在自己账户上的风险，因为这部分股份只是“覆盖”（平仓）了他们的空头头寸。
当发行成功时，股票的需求导致其价格上涨，并保持在发行价格之上。如果承销商通过在公开市场上购买股票来平仓，他们就会以高于他们卖空股票时的价格购买股票，从而遭受损失。绿鞋机制在这种情况下就可以发挥作用，即公司在一开始授予承销商超额购买的权利，允许他们以原始发行价格超额购买最多15%的股份。通过行使绿鞋期权，承销商就能以卖空股票时的价格购买股票来平仓，从而避免了损失。
如果承销商能够以等于或低于发行价的价格回购所有超额售出的股份（以支持股价），那么他们将不需要行使任何绿鞋期权。如果他们能够以等于或低于发行价的价格回购部分股票（由于股票价格最终上涨并超过了发行价），那么承销商将行使一部分绿鞋期权来弥补剩余的空头头寸。如果承销商因为股票立即涨停而无法以发行价或者低于发行价的价格回购任何超额售出的部分，那么他们将完全承担这15％的空头仓位，行使100%的绿鞋期权。

## 证交会的监管
美国证券交易委员会（SEC）允许承销商从事裸卖空交易。承销商通过卖出超过绿鞋期权所述数额的股票，或通过在没有绿鞋期权的情况下卖空股票，创造一个裸空仓位。承销商在理论上可能裸卖空大部分发行份额。证交会还允许承销团对二级市场的股票进行稳定报价。然而，美国初始和后续发行的承销商很少使用稳定报价的方式来稳定新股发行。相反，他们通过卖空股票并在二级市场回购的方式稳定股票。“最近，美国证券交易委员会的工作人员了解到，在美国，财团交易已经取代稳定报价成为支持股票发行后市场价格的手段。对承销商而言，财团交易可能是更优的选择，因为它们不会受到价格或其他与稳定报价相关的条件约束。”

## 裸卖空与财团购买
承销团对平仓裸空头寸的唯一选择是购买二级市场的股票。与在绿鞋机制中卖空股票不同的是，承销团在进行裸卖空时会面临亏损的风险。如果发行顺利且股票价格高于原始发行价格，那么承销团可能别无选择，只能通过以高于其出售价的价格购买二级市场的股票来平仓裸空头寸。相反，如果股票价格低于原始发行价格，那么裸空头寸将给承销团带来比绿鞋期权更大的利益。

## 对投资者的风险
承销商稳定股票价格的能力是有限的，取决于其卖空股票的数量和选择平仓的时间长度。M条例将此类股份回购定义为财团交易，并对其规定了与惩罚性报价相同的披露要求。因此，投资者不需要被告知股价是否会通过财团卖空的方式维稳，而只需知道“承销商可能会影响证券发行交易的稳定性”并确认招股说明书的“分配计划”部分中有关于稳定性操作的相关描述。
美国证券交易委员会目前并不要求承销商公开报告其平仓或空头交易的记录。如果投资者对承销商的稳定经营活动不知情，那么当承销商暂停或完成稳定经营活动时，投资者可能会遭遇资产波动，“在最消极的情况下，价格稳定可以被看作是将风险转移给相对天真的那部分投资者群体的手段。”